# Hajany u Blatné
Hajany, bis 1924 Hájany (deutsch Hajan) ist eine Gemeinde in Tschechien. Sie liegt vier Kilometer nordwestlich von Blatná in Südböhmen und gehört zum Okres Strakonice.

## Geographie

### Geographische Lage
Hajany befindet sich am rechten Ufer des Baches Hajanský potok im Hügelland Blatenská pahorkatina. Nordöstlich erhebt sich der U Nivy (534 m), im Osten die Hora (522 m) und der Zbiroh (481 m), südöstlich die Škalí (473 m), im Süden die Kupcový (485 m), westlich der Na Stráží (510 m) sowie im Nordwesten der V Lomech (508 m), der Kamenec (503 m) und die Kobyla (543 m). Südöstlich des Dorfes liegt der Teich Hajanský rybník, südwestlich der Dolejší rybník, im Norden der Kahoun und der Dlouhý kocelovický rybník. Gegen Süden bildet der Smolivecký potok an breites Tal.

### Gemeindegliederung
Für die Gemeinde Hajany sind keine Ortsteile ausgewiesen.

### Nachbargemeinden
Nachbarorte sind Kocelovice und Nový Dvůr im Norden, Paračov, Drahenický Málkov, Starý Dvůr und Dobšice im Nordosten, Chlum im Osten, Pod Škalí, Blatná und Řečice im Südosten, Lhotka, Blatenka, Mračov und Vrbno im Süden, Podtchořovický Mlýn und Tchořovice im Südwesten, Hradiště und Polánka im Westen sowie Lnáře, Zahorčice und Řiště im Nordwesten.

## Geschichte
Archäologische Funde belegen eine frühzeitliche Besiedlung der Gegend. Zwischen Chlum und Bezdědovice wurden Brandgräber und Grabhügel aus der späten Hallstatt- und frühen Latènezeit aufgefunden. Reste einer Siedlung und 19 Gräber werden auf den Beginn der Zeitrechnung datiert. Auf der Hora wurden Funde aus der mittleren Burgwallzeit gemacht, der auch die Goldseifen zuzuordnen sind.
Die erste schriftliche Erwähnung von Hajany erfolgte 1318 als Besitz des Buzek von Rosental. Ab 1393 gehörte Hajany zu den Besitzungen des Wilhelm von Želeč aus dem Hause Landstein, Pfarrort war zu dieser Zeit Kocelovice. Nach Wilhelms Tod fiel das Gut an die böhmische Krone heim. König Wenzel IV. schenkte Hajany 1406 dem Dominikanerkloster Ústí. Dessen Abt Havel verkaufte Hajany 1415. Im Jahre 1430 verwendete der aus dem Ústupenicer Zweig der Witigonen stammende Hrdoň von Maršovice den Namenszusatz auf Hajany. 1558 erwarben die Herren von Sternberg das Dorf Hájany mit einem Kretscham und schlossen es an die Herrschaft Blatná an. 1579 wurden die Grafen Rozdrazowsky von Rozdrazow Besitzer der Herrschaft. Nachdem Franz Ignaz Rozdrazowsky von Rozdrazow 1691 kinderlos verstorben war, erbten die Grafen Kolowrat-Krakowsky die Güter. Im Jahre 1709 erwarb Josef Graf Serényi von Kis-Serény die Herrschaft. Die Grafen Serényi legten den Untertanen neue Belastungen auf. 1716 führten die Bewohner von Chlum und Hájany erfolglos Beschwerde wegen übermäßiger Frondienste gegen den herrschaftlichen Beamten Matěj Golba. Im Jahre 1738 brach erneut eine Rebellion der Untertanen in der Herrschaft aus, die durch das Militär niedergeschlagen wurde. 1798 erwarben die Freiherren Hildprandt von und zu Ottenhausen die Herrschaft.
Im Jahre 1840 bestand Hajan / Hagan aus 48 Häusern mit 350 Einwohnern. Im Dorf bestanden eine Mühle und ein Wirtshaus. Zu Hajan gehörte auch zehn Häusern bestehende Einschicht Řečitz (Řečice). Pfarrort war Blatna. Bis zur Mitte des 19. Jahrhunderts blieb Hajan immer der Herrschaft Blatná untertänig.
Nach der Aufhebung der Patrimonialherrschaften bildete Hájany / Hajan ab 1850 eine Gemeinde in der Bezirkshauptmannschaft und dem Gerichtsbezirk Blatná. Die Straßen nach Blatná und Lnáře wurde 1877 zu Bezirksstraßen. 1898 bildete sich eine Freiwillige Feuerwehr. Seit 1924 führt die Gemeinde den amtlichen Namen Hajany. 1940 nahm die benachbarte Gemeinde Chlum am Hügel Škalí einen Steinbruchbetrieb auf. Dieser wurde nach dem Zweiten Weltkrieg verstaatlicht und durch die Steinindustrie Příbram weiterbetrieben. Im Zuge der Aufhebung des Okres Blatná wurde Hajany 1960 dem Okres Strakonice zugeordnet. Am 1. Jänner 1974 erfolgte die Eingemeindung nach Blatná. Seit Beginn des Jahres 1994 bildet Hajany wieder eine eigne Gemeinde.

## Kultur und Sehenswürdigkeiten

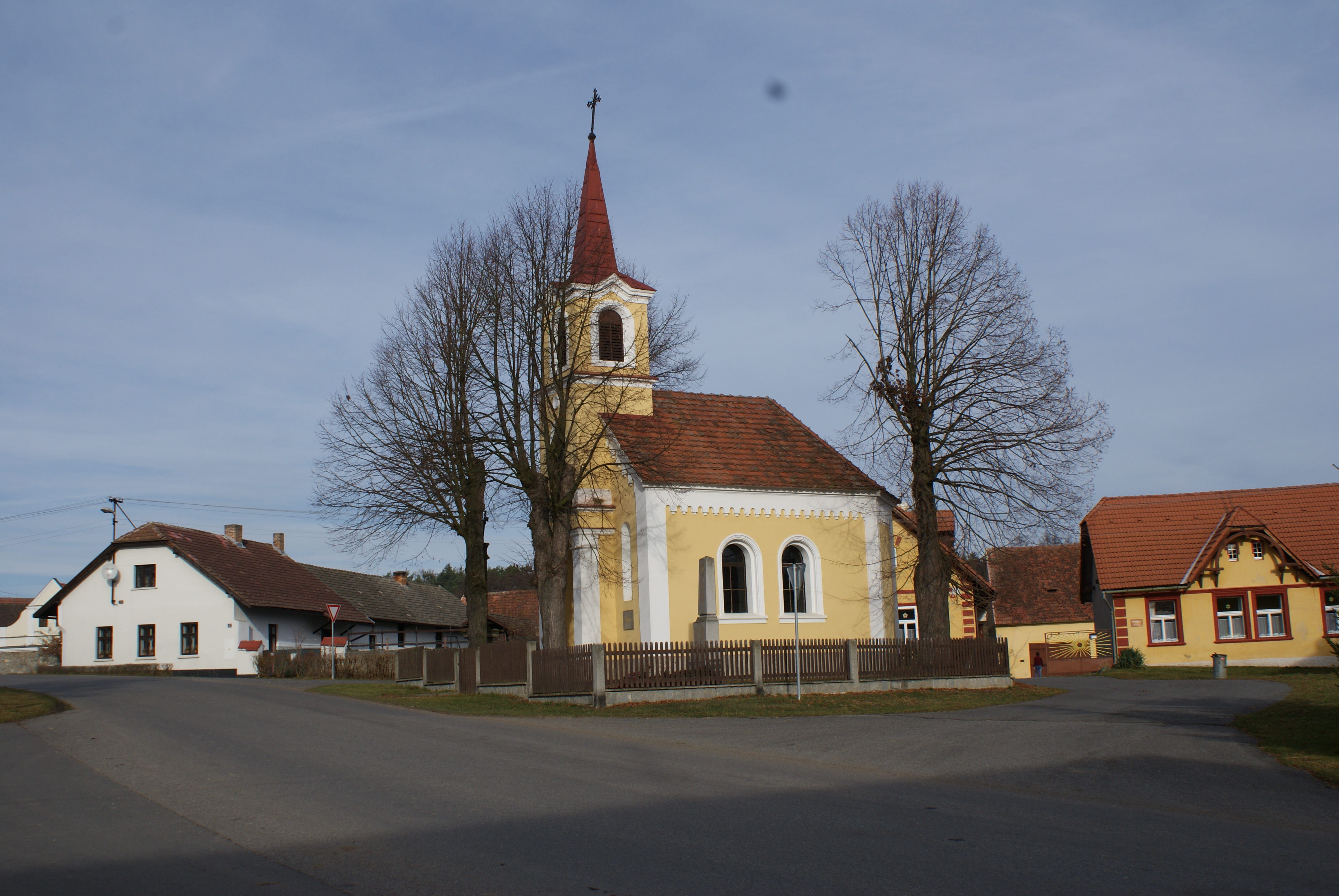
Kapelle der hl. Anna

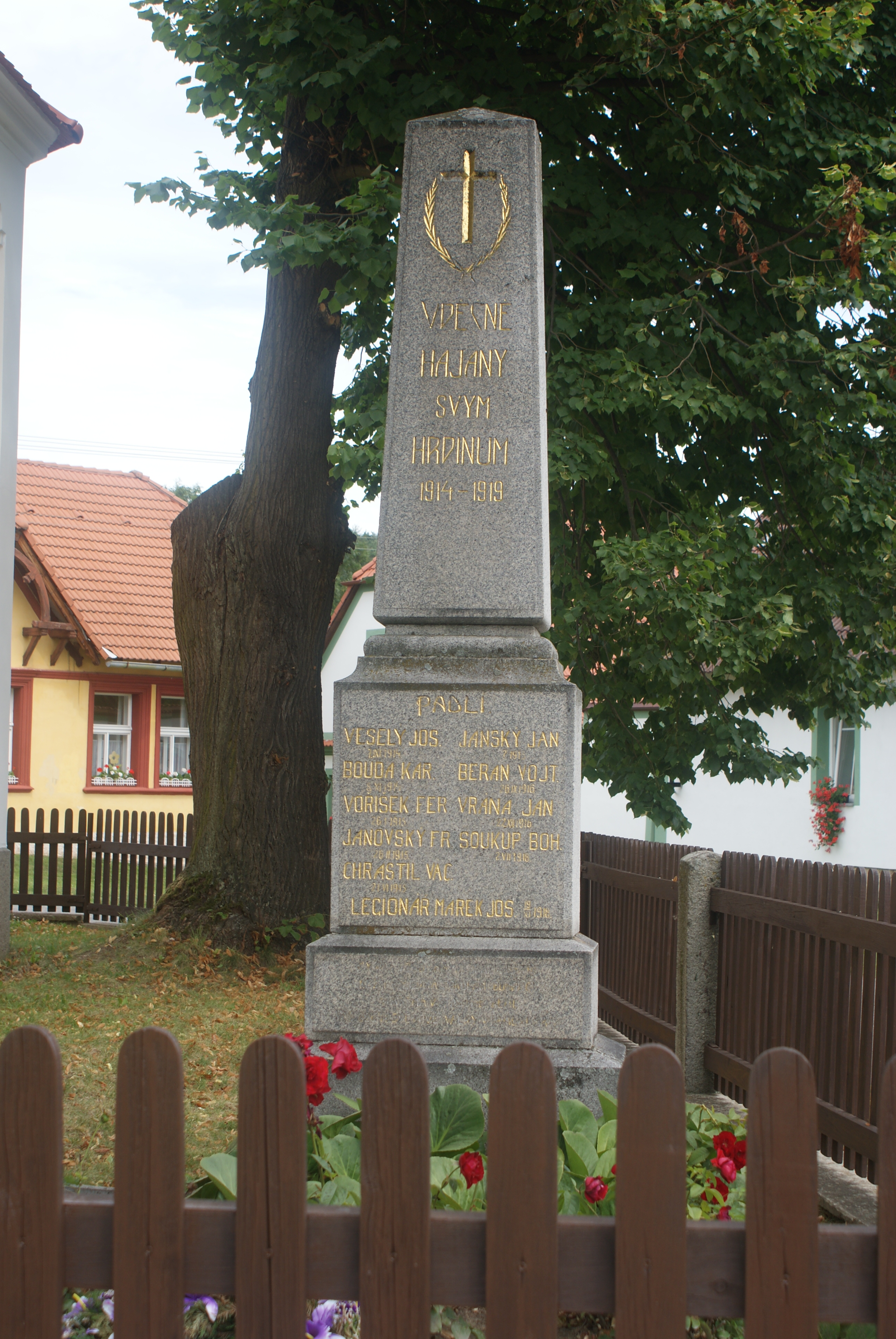
Gedenkstein für die Gefallenen des Ersten Weltkrieges

- Kapelle der hl. Anna auf dem Dorfplatz, erbaut im Jahre 1900 anstelle eines kleineren Vorgängerbaus, der vor dem Gehöft Nr. 8 stand
- Denkmal für die Gefallenen des Ersten Weltkrieges, vor der Kapelle
- Steinernes Kreuz vor der Kapelle, geschaffen 1959. Es wurde nach dem Bau der neuen Kapelle chemisch gereinigt und danach zu dieser versetzt.
- Halden von Goldseifen am Hajanský potok
- Galerie des Malers Ladislav Wagner
- Storchennest auf dem Haus Nr. 8

## Persönlichkeiten
- Ladislav Maria Wagner (* 1945), der Maler, Graphiker und Bildhauer lebt in Hajany